# Werner Zoege von Manteuffel

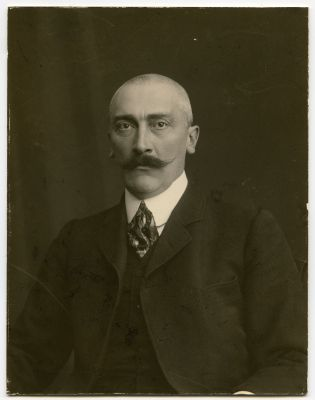
Werner Zoege von Manteuffel, um 1910

Werner Maximilian Friedrich Zoege von Manteuffel (* 1. Julijul. / 13. Juli 1857greg. in Määri, Väike-Maarja, Gouvernement Estland; † 14. März 1926 in Tallinn) war ein deutsch-baltischer Chirurg und Generalstabsarzt (Kindralmajor meedik) der Estnischen Armee. Er forderte als Erster auf dem europäischen Kontinent, bei Operationen sterilisierte Handschuhe einzusetzen.

## Leben
Werner Zoege von Manteuffels Eltern waren Hermann Gustav von Zoege Manteuffel (1826–1899) und Berta Wilhelmine Henriette Parrot (1825–1878), die Tochter von Friedrich Parrot. Er studierte, wie der Großvater, an der Medizinischen Fakultät der Kaiserlichen Universität Dorpat, wo er 1886 promoviert wurde. Von 1886 bis 1890 war er Assistent in der Chirurgischen Klinik in Dorpat unter Eduard Georg von Wahl. 1889 habilitiert als Dozent für Chirurgie wurde er 1899 außerordentlicher Professor und 1905 ordentlicher Professor. 1901–1903 beteiligte er sich an der Enzyklopädie der Chirurgie von Emil Theodor Kocher und Fritz de Quervain.
Er war Leibarzt des russischen Kaisers Nikolaus II. In dieser Position behandelte er auch über mehrere Jahre den Zarensohn Alexei, der an einer vererbten Bluterkrankheit (Hämophilie B") litt. Seit 1908 führte er eine Privatklinik in Riga. 1918 zog er nach Reval (Tallinn). 1918 war er Dekan der Medizinischen Fakultät der Landesuniversität Dorpat. Im estnischen Befreiungskrieg 1918–1920 war er Freiwilliger Militärarzt im Tallinner Krankenhaus. Für seine Verdienste wurde er mit dem Freiheitskreuz ausgezeichnet. Im Jahr 1925 wurde er zum Mitglied der Leopoldina gewählt.
Werner Zoege von Manteuffel ist bekannt für seine Arbeit zum angiosklerotischen Gangrän. Da in der Vergangenheit bei Operationen seidene oder baumwollene Handschuhe getragen wurden, die sich, wie Versuche von Kümmell, Fürbringer, Sänger und Reinecke zeigten, unmöglich sterilisieren ließen, empfahl er auch unter Korrespondenz mit Karl Wolfgang Rudolf von Reyher 1897 Gummihandschuhe in der chirurgischen Praxis, womit er als Erster sterile Operationshandschuhe in Europa einführte.
Zwischen 1904 und 1905 beobachtete er mit Karl Wolfgang Rudolf von Reyher zusammen den Russisch-Japanischen Krieg, was durch Beobachtungsprotokolle und Auszüge aus medizinischen Büchern zwischen (1893–1907) klar wird.

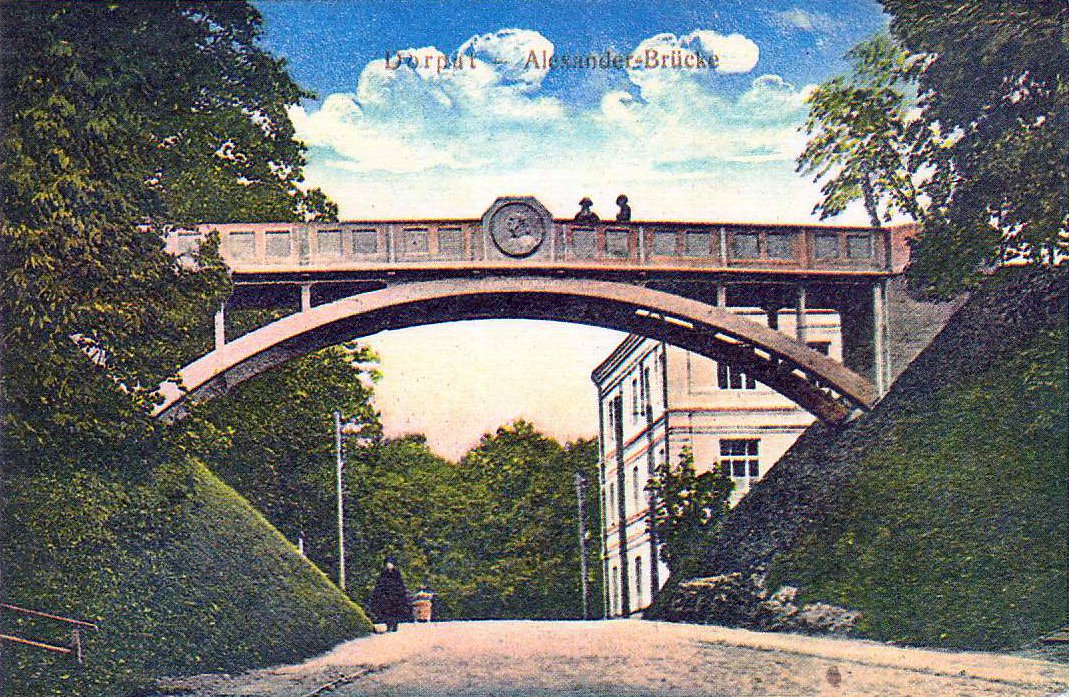
Teufelsbrücke in Dorpat

Unter Zoege von Manteuffels Leitung wurde 1913, anlässlich des 300-jährigen Bestehens der Zarendynastie der Romanows, nahe der Engels-Brücke, die eigentlich Englische Brücke heißen sollte, die Teufelsbrücke (estnisch Kuradisild) errichtet.